# Hydriomena nicolensis
Hydriomena nicolensis är en fjärilsart som beskrevs av Mcdunnough 1954. Hydriomena nicolensis ingår i släktet Hydriomena och familjen mätare. Inga underarter finns listade i Catalogue of Life.